# EUBAM Libya
La Missió d'Assistència Fronterera Integrada de la Unió Europea a Líbia, més coneguda com a EUBAM Libya, és una missió civil per donar suport a la seguretat de les fronteres terrestres, marítimes i aèries de Líbia.Va ser decidida en virtut de la Política comuna de seguretat i defensa de la Unió Europea (PCSD) el 22 de maig de 2013.
En particular, el mandat de la missió, ampliat per última vegada pel Consell de la Unió Europea el 17 juliol 2017 fins al 31 desembre 2018, inclou el suport a les autoritats líbies en matèria de control de fronteres i la seguretat nacional. Això es fa a través de la formació de la policia líbia, guàrdies fronterers i duanes, així com el desenvolupament d'una "Gestió integrada de les fronteres". La col·laboració té lloc a nivell operatiu i estratègic. No existeix un mandat executiu.
La missió a Líbia té la seu a Tunis, Tunísia. Aquesta és també la raó de reducció de la força de la missió, que actualment inclou a 23 oficials internacionals d'11 països de la Unió Europea. El pressupost per al període agost 2016- agost 2017 és de prop de 17 milions d'euros. La missió és dirigida des de 2016 per l'oficial de policia italià Vincenzo Tagliaferri.
A més EUBAM Libya també hi ha una missió de pau de les Nacions Unides, Missió de Suport de les Nacions Unides a Líbia (UNSMIL), operada amb prop de 36 funcionaris internacionals. Fins i tot la seva seu es troba a Tunísia.